# Velikoretskoïe
 (juin 2024).
Velikoretskoïe (en russe : Великоре́цкое) est un village du raïon de Iouria de l'oblast de Kirov en Russie européenne. Sa population s'élevait à 327 habitants au recensement de 2010.

## Géographie
Velikoretskoïe est située dans l'oblast de Kirov, un sujet de la Russie, dans le district fédéral de la Volga. Le village se trouve dans le raïon de Iouria, un raïon du centre de l'oblast,. 
Velikoretskoïe, comme tout l'oblast de Kirov, est située dans le fuseau horaire MSK (heure de Moscou). Le décalage horaire appliqué par rapport au temps universel coordonné est +03:00.

## Démographie
Recensements (*) et estimations de la population,:
| 2002 * | 2010* | - | - |
| ------ | ----- | - | - |
| 350    | 327   | - | - |

## Culture locale et patrimoine
Le village possède l'ensemble de l'église Saint-Nicolas (son château), construit entre 1822 et 1839, qui est classé comme objet patrimonial culturel de Russie d'importance régionale sous le no 431420106440006 depuis 1995.